# Waldegg (Linz)
Waldegg ist eine ehemalige Gemeinde, die 1873 in die oberösterreichische Landeshauptstadt Linz eingemeindet wurde. 1957–2013 war Waldegg einer von neun Stadtteilen in Linz. Er umfasste die statistischen Bezirke Froschberg, Bindermichl-Keferfeld und Spallerhof, in diese Einheiten wurde er (mit einigen Grenzänderungen) auch 2013 aufgeteilt.
Auf dem Gebiet besteht nach wie vor die gleichnamige Katastralgemeinde.

## Geografie

### Geografische Lage und Nachbargemeinden
Die Katastralgemeinde Waldegg (KG 45210) liegt im Westen der oberösterreichischen Landeshauptstadt Linz und grenzt im Norden an die Katastralgemeinde Innenstadt (KG 45203), im Osten an die Katastralgemeinde Lustenau (KG 45204), im Süden an die Katastralgemeinde Kleinmünchen (KG 45202) und im Westen an die Linzer Nachbarstadt Leonding.

### Ausdehnung der Katastralgemeinde
Die größte Ausdehnung von Osten nach Westen beträgt rund 3,5 km, von Norden nach Süden rund 4,75 km. Die Gesamtfläche beträgt 18,76 km². 

## Stadtgebiete

### Freinberg
Das Stadtgebiet Freinberg liegt im Westen von Linz, auf dem südlichen Ausläufer des Freinbergs. Es grenzt an Römerberg-Margarethen im Norden und Osten, Froschberg im Süden und im Westen an die Stadt Leonding. Der Flächenanteil am Stadtgebiet von Linz beträgt 0,9 %.
Der Freinberg gilt als eines der schönsten und teuersten Wohnviertel in Linz. In ihm stehen diverse erwähnenswerte Gebäuden wie:

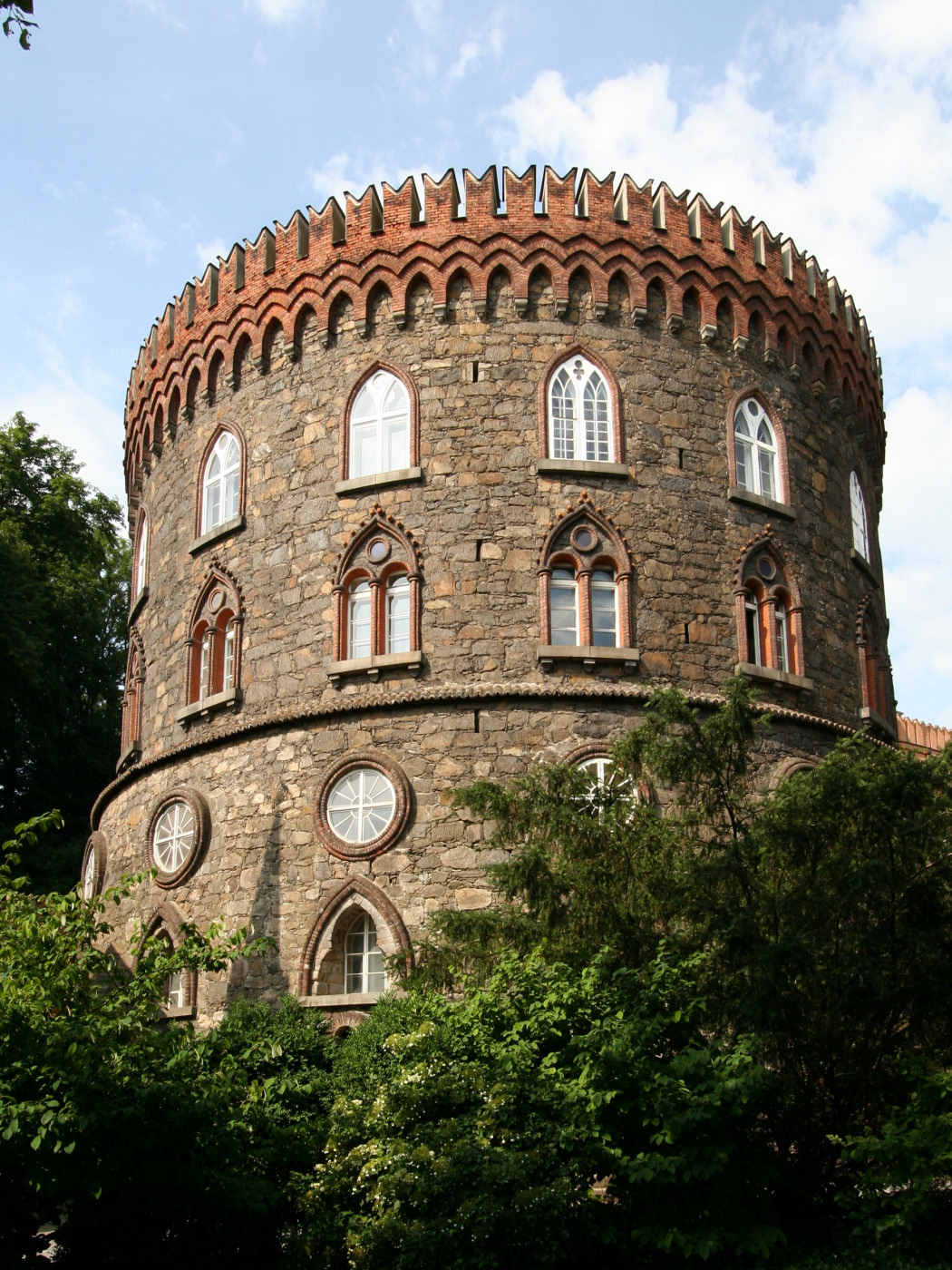
Probeturm in Freinberg

- den Probeturm ließ Erzherzog Maximilian 1828 für militärische Zwecke erbauen
- die „Maximilianskapelle“ wurde 1829 neben dem Probeturm errichtet.[2] Den Turm und die Kapelle schenkte Erzherzog Maximilian 1837 den Jesuiten.[3] Heute gehören beide Bauwerke zum Kollegium Aloisianum.
- das Seminargebäude, das 1853 aus Platzgründen neben dem Turm, den die Jesuiten-Patres als Wohn- und Schulraum nutzten, errichtet wurde. Dies war der Grundstein zum heutigen Kollegium Aloisianum, einem privaten katholischen Gymnasium und Realgymnasium.
- das 1850 gegründete Pflegeheim Sonnenhof
- die Private Pädagogische Hochschule der Diözese Linz (PHDL). Auf dem Areal der PHDL wurde vom Land Oberösterreich in Zusammenarbeit mit der Diözesanen Immobilien-Stiftung eine Leichtathletikanlage errichtet, die am 28. Juni 2024 eröffnet wurde.[4]
- das Salesianum, Schule der Caritas für Sozialbetreuungsberufe, für Menschen mit Behinderungen
- der 1928 errichtete MW-Funksender Freinberg. Anfänglich benötigte die Anlage zwei Stahlfachwerkmaste. Nach diversen Umbauten ist heute nur noch ein Mast erforderlich. Dieser dient lediglich als Antennenträger und steht neben dem Fernmeldebüro.
- die 1983 erbaute Johannes-Kepler-Sternwarte

Der 405 Meter hohe Freinberg, der 1910 nach dem damaligen statistischen Bezirk benannt wurde, ist mit seinen ausgedehnten Parkanlagen ein beliebtes Ausflugsziel der Linzer.

### Froschberg

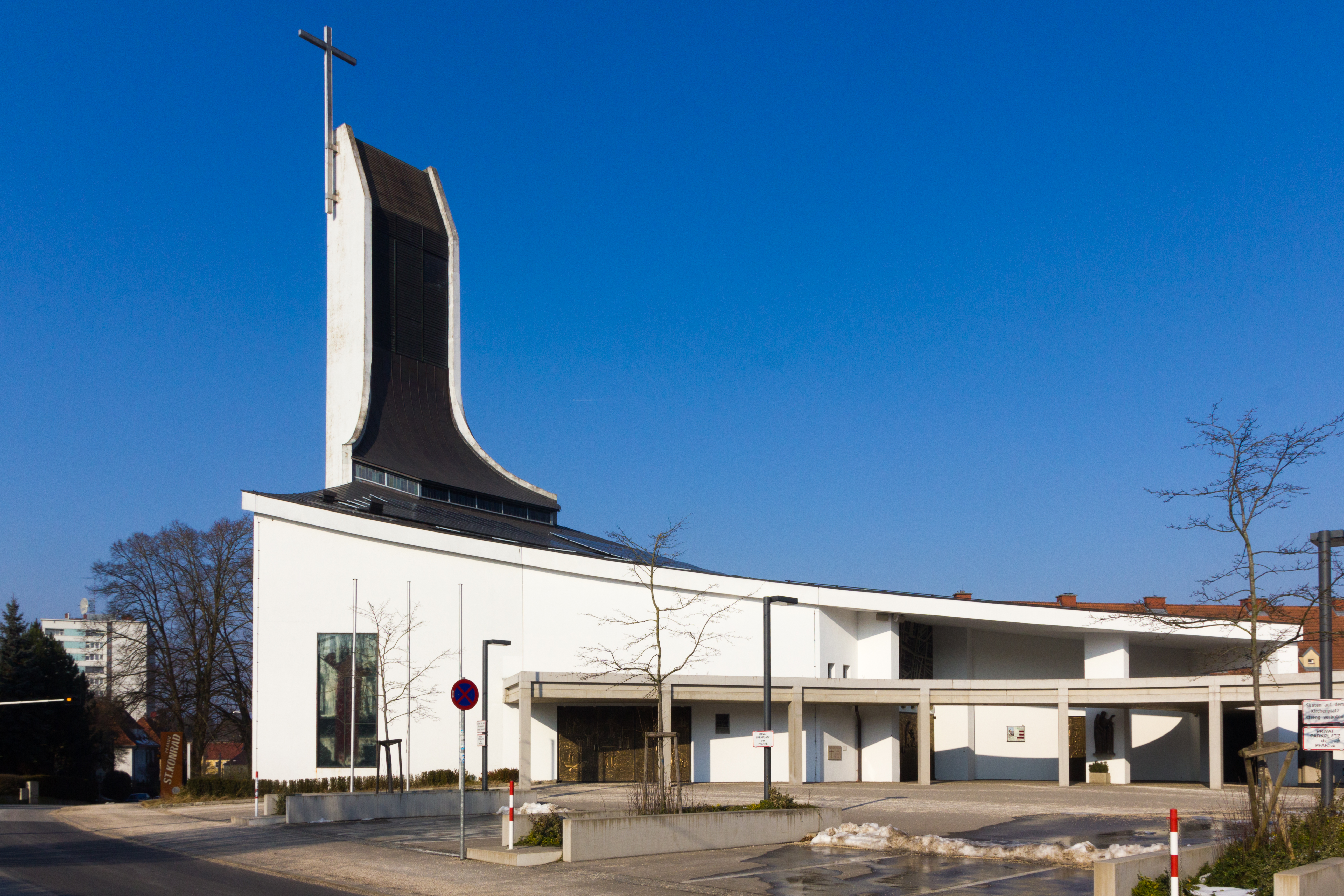
Pfarrkirche St. Konrad

Die geologische Erhebung Froschberg liegt im Westen von Linz. Das Stadtgebiet grenzt an den Freinberg und Römerberg-Margarethen im Norden, ans Volksgartenviertel im Osten und Keferfeld im Süden. Das Andreas-Hofer-Platz-Viertel grenzt ebenfalls im Süden und die Stadt Leonding im Westen an Froschberg. Der Flächenanteil am Stadtgebiet von Linz beträgt 1,8 %.
Der Name Froschberg geht auf die Lehmgruben und Ziegelwerke zurück, die sich ursprünglich an dieser Stelle befanden. In den ausgehobenen Lehmgruben sammelte sich das Wasser und der eine oder andere Frosch siedelte sich hier an.
Der Froschberg ist heute in Linz ein gefragtes Wohnviertel – ruhig, grün und zentrumsnah. Während sich im westlichen Teil viele Wohnbauten der ÖBB befinden, ist der östliche Teil um die Gugl eines der teuersten Wohngebiete der Stadt. Auf der höchsten Erhebung befindet sich die markante Pfarrkirche St. Konrad.
Froschberg ist das sportliche Zentrum der Stadt. Auf einer Anhöhe, welche im örtlichen Sprachgebrauch als ein „Gugl“ bezeichnet wird, steht die TipsArena Linz. Sportanlässe und Events aller Art können darin durchgeführt werden. Das Linzer Stadion mit über 20.000 Plätzen befindet sich gleich gegenüber. Es ist die Heimstätte für den FC Blau Weiß Linz und den Linzer Athletik-Sport-Klub (LASK). Aufgrund seines Standortes wird das Stadion oftmals nur „Gugl“ genannt. Der Name des Gugl-Meetings bezog sich ebenfalls auf den Durchführungsort.

### Keferfeld

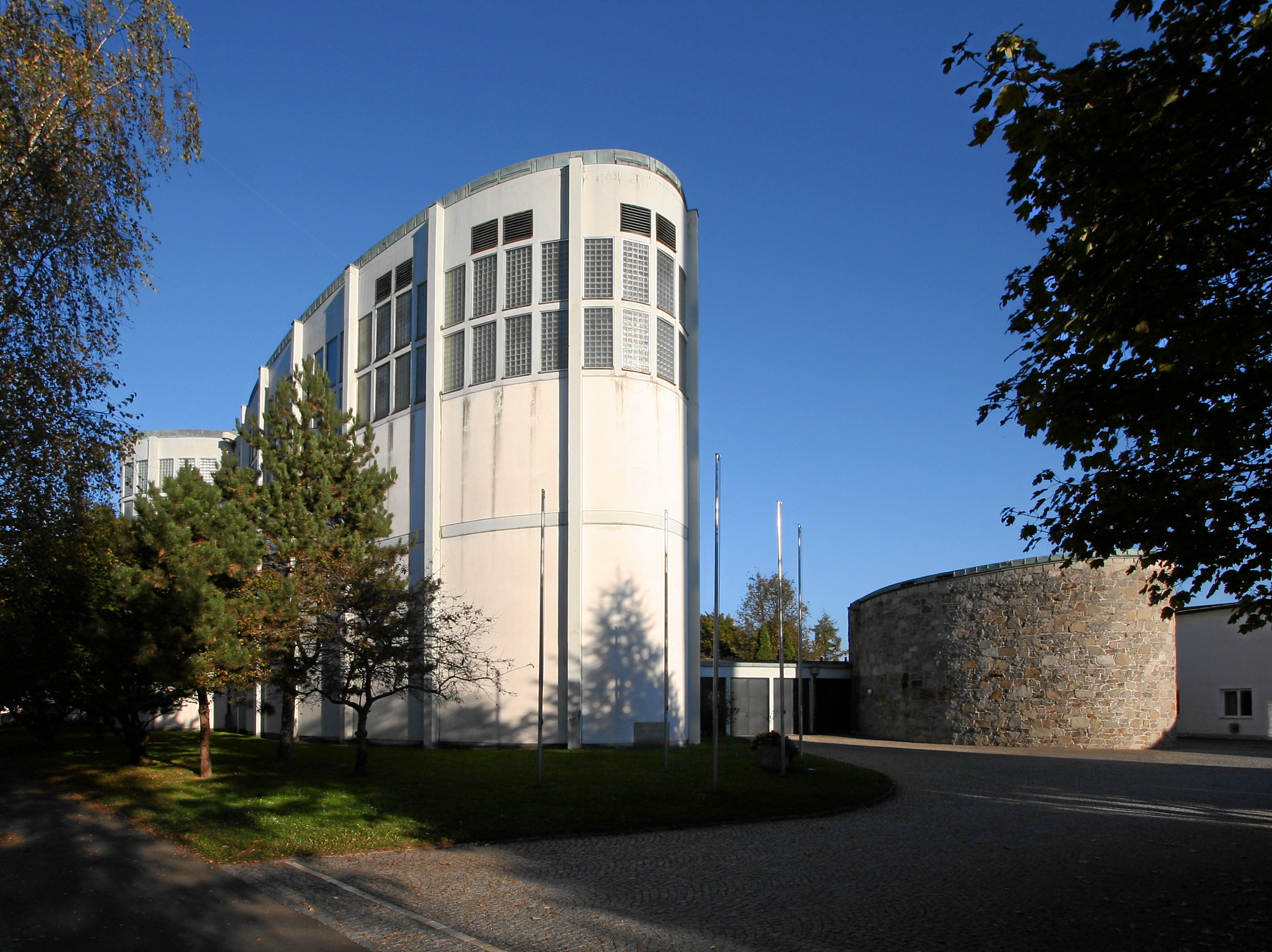
Pfarrkirche Keferfeld

Das Stadtgebiet Keferfeld liegt im Westen von Linz. Es grenzt im Norden an den Froschberg, im Osten an das Andreas-Hofer-Platz-Viertel und den Bindermichl, im Süden an den Stadtteil Kleinmünchen und im Westen an die Gemeinde Leonding. Zum Keferfeld gehört auch der Teil von Oed nördlich der Europastraße. Der Flächenanteil am Stadtgebiet von Linz beträgt 1,5 %. 
Keferfeld wurde 1939 gemeinsam mit anderen Teilen der Gemeinde Leonding, die heute in den statistischen Bezirken Bergern und Froschberg liegen, nach Linz eingemeindet. Leonding blieb allerdings als Stadt bestehen und wurde auf Befehl von Adolf Hitler, nicht eingemeindet. Damit ist das Keferfeld der jüngste Bestandteil der Stadt.
In der Zeit der Eingemeindung entstand auch der erste Teil der ortsbildprägenden Reihenhaussiedlungen (Baustil der NS-Zeit), deren Bau nach dem Zweiten Weltkrieg fortgesetzt wurde. Das markante Pfarrkirche Keferfeld wurde mit dem Architekten Rudolf Schwarz von 1959 bis 1962 erbaut.
Heute gilt das Keferfeld als beliebtes Wohnviertel, das sich etwa gegenüber dem Nachbarviertel Bindermichl durch die weniger dichte Bebauung unterscheidet. Hauptverkehrsachse ist die Landwiedstraße. Die Theresienkirche, die 1912 erbaute Keferfeldschule, das Volkshaus Keferfeld-Oed und das Schulzentrum Landwiedstraße (u. a. BRG Landwiedstraße) zählen zu den markanten Gebäuden in diesem Stadtviertel.

### Bindermichl
Das Stadtgebiet Bindermichl liegt im Südwesten von Linz. Es grenzt im Norden an das Andreas-Hofer-Platz-Viertel, im Osten an das Wankmüllerhofviertel und den Spallerhof, im Süden an Bergern und im Westen an das Keferfeld. Der Flächenanteil am Stadtgebiet von Linz beträgt 1,1 %.

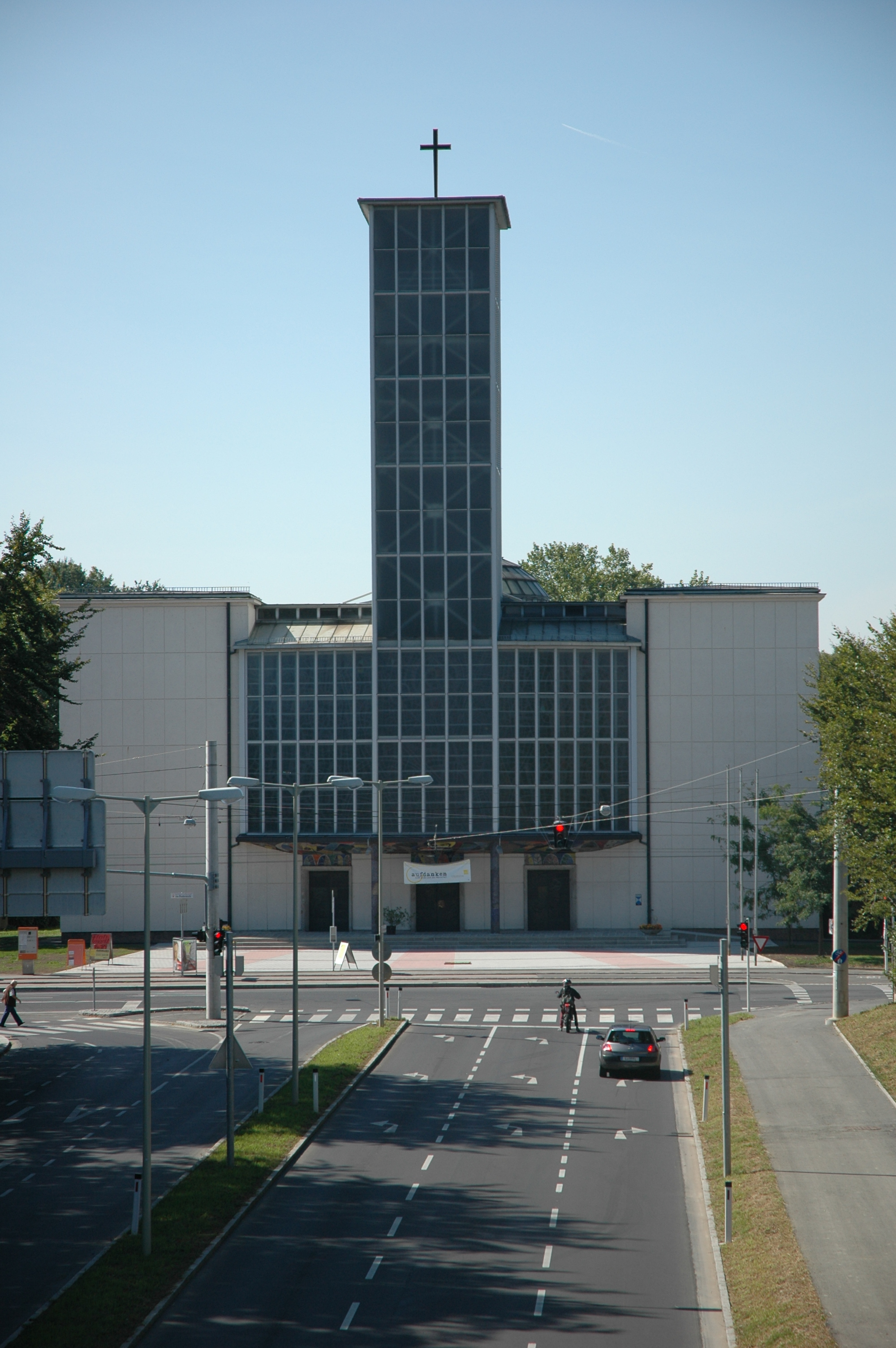
Pfarrkirche St. Michael

Die Bezeichnung „Bindermichl“ leitet sich vom Namen eines Bauerngutes ab, das sich bis 1940 auf dem heutigen Gebiet befand. 1940 wurde das Gut von der Wohnungsbaugenossenschaft der Hermann-Göring-Werke enteignet, um darauf eine Großsiedlung zu errichten. Bereits während des Krieges entwickelte sich der Bindermichl zu einem dicht besiedelten Wohngebiet für Arbeiter in den heutigen VÖEST-Werken.
1957 erhielt der Bindermichl sein Wahrzeichen, die Pfarrkirche St. Michael. Ebenfalls in den fünfziger Jahren eröffnet wurde das Hummelhofbad, das 1993 und 2005/2006 umgebaut wurde und sich nach wie vor großer Beliebtheit erfreut. Unweit der Kirche St. Michael befindet sich eine Volks- und Hauptschule sowie ein Volkshaus.

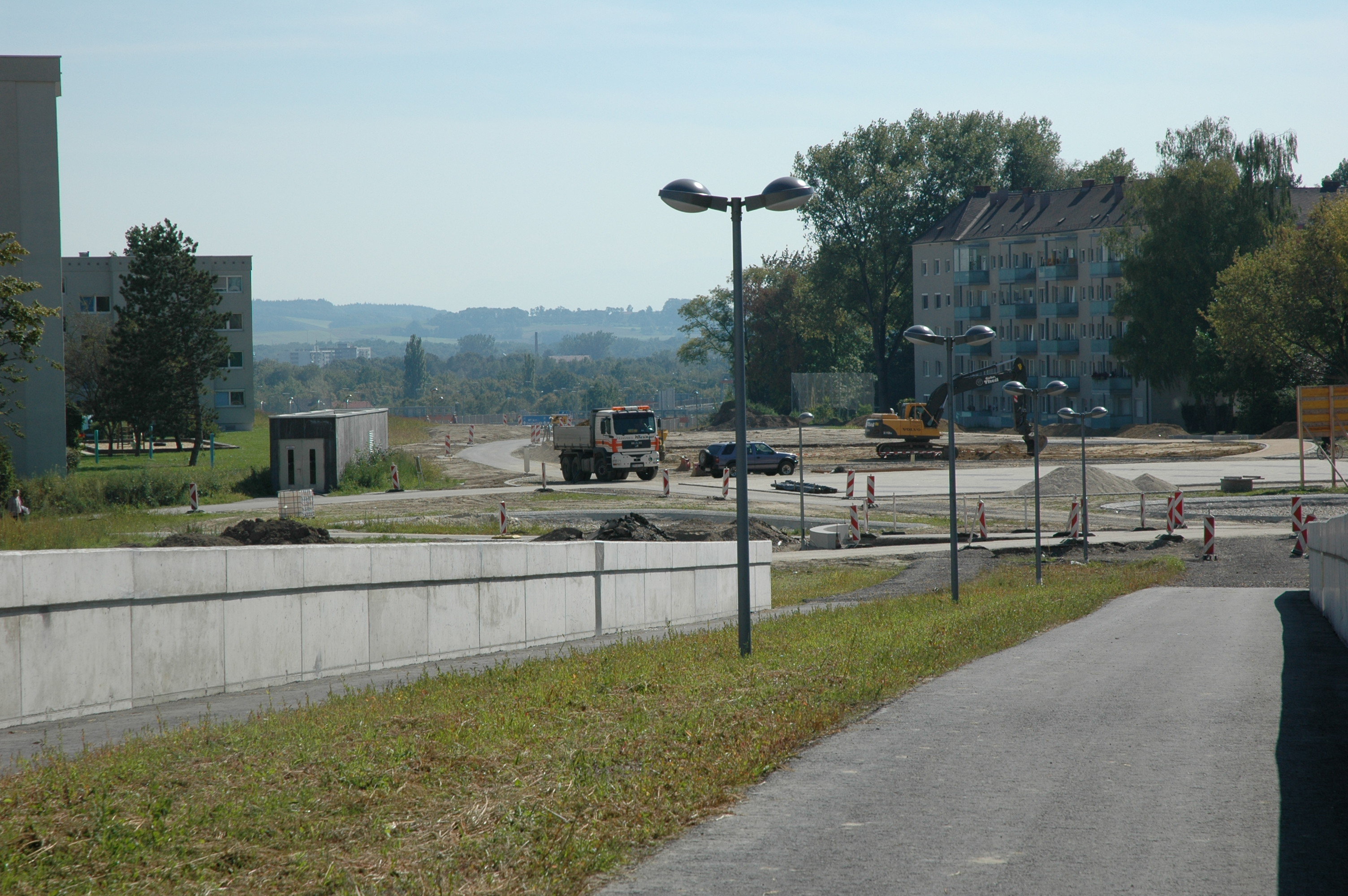
Auf der Einhausung der Stadtautobahn entstand bis zum Juni 2007 der Landschaftspark Bindermichl-Spallerhof

Das Ortsbild wird nach wie vor von den während der Zeit des Nationalsozialismus erbauten Wohnbauten bestimmt. Durch die direkte Lage an der Stadtautobahn beklagten sich viele Anrainer über den Verkehrslärm. Dieser wurde durch die nicht unumstrittene Einhausung Bindermichl der A7 weitestgehend minimiert.
Aufgrund der guten Anbindung an die öffentlichen Verkehrsmittel und Freizeiteinrichtungen wie das Hummelhofbad und der angeschlossene Park (Hummelhofwald) ist der Bindermichl ein beliebtes Wohnviertel.
"Am Bindermichl" ist die zentrale Straße des Bindermichls, die über die Muldenstraße und einen großen Kreisverkehr mit der A7 verbunden ist. Die Muldenstraße stellt auch die direkte Verbindung vom Bindermichl zum Spallerhof und zum Wankmüllerhofviertel dar.
Weitere wichtige Straßen des Bindermichls sind die Stadlerstraße (Einkaufszentrum), die Uhlandgasse (Volkshaus), die Werndlstraße und die Ramsauerstraße (Gymnasium).

### Spallerhof

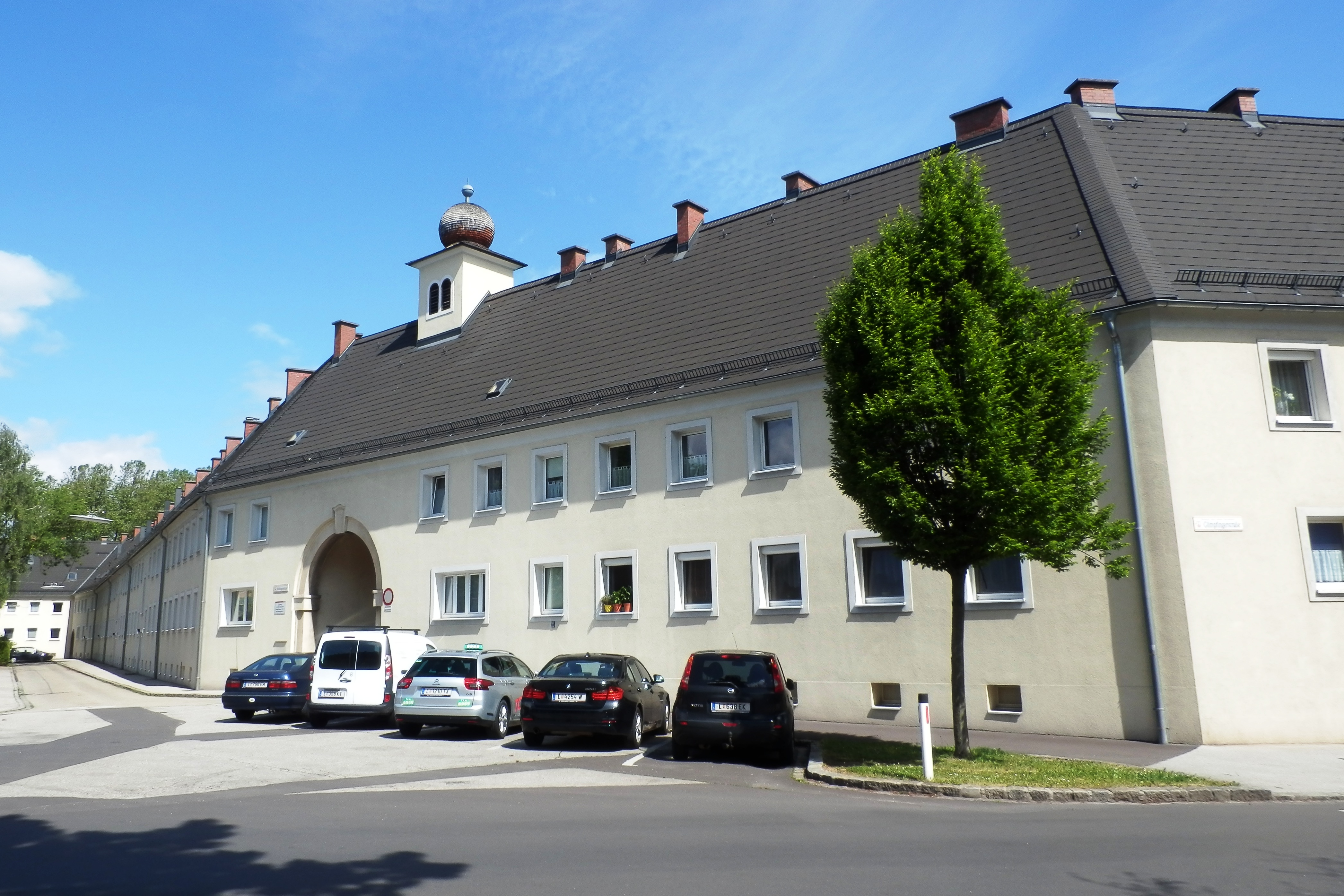
Zahlreiche Hitlerbauten prägen diesen Stadtteil

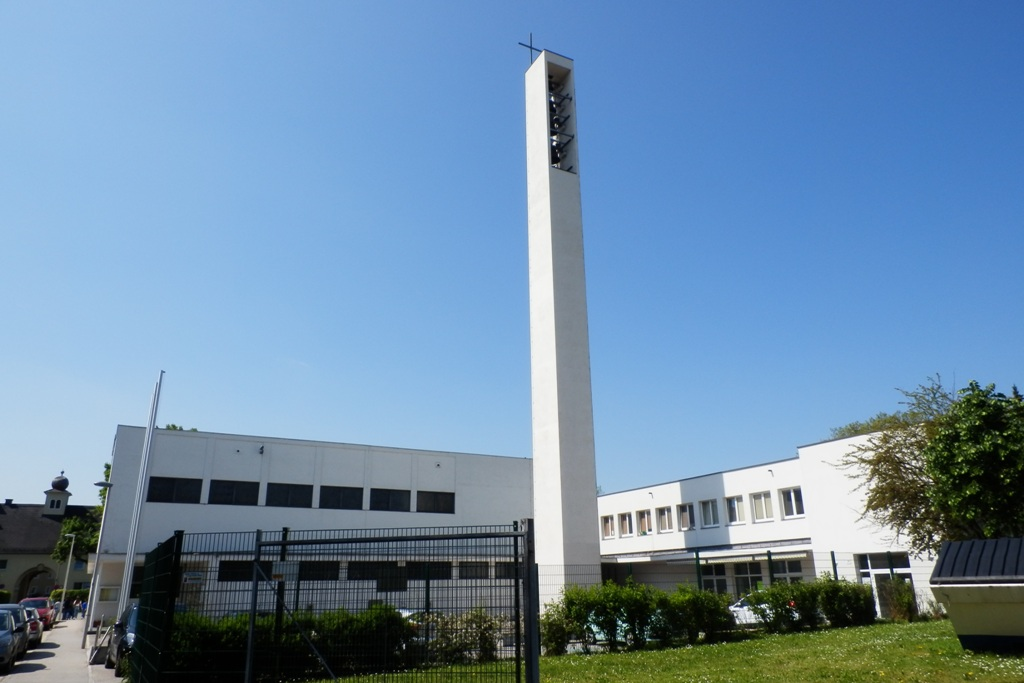
Pfarrkirche St. Peter

Das Stadtgebiet Spallerhof liegt auf einer Anhöhe im Südwesten von Linz. Er grenzt im Norden an das Wankmüllerhofviertel, im Osten an das Makartviertel, im Süden an die Neue Welt und im Westen an den Bindermichl. Der Flächenanteil am Stadtgebiet von Linz beträgt 0,7 %.
Die Bezeichnung „Spallerhof“ leitet sich von den „Speilern“ ab, einer Berufsgruppe, die für die Erzeugung von Rundholz zuständig war und die sich um 1300 am Gebiet des heutigen Spallerhofs niederließ. Erstmals urkundlich erwähnt wurde das „Gut am Speilerberg“, aus dem sich im Laufe der Jahrhunderte der „Spallerhof“ entwickeln sollte, am 3. August 1475. 1693 ging das Gebiet in den Besitz des Stifts Waldhausen über, danach war es Bestandteil der Gemeinde Waldegg. Diese wurde 1873 nach Linz eingemeindet.
Ein dicht besiedeltes Wohngebiet wurde der Spallerhof allerdings erst in der NS-Zeit. Damals wurden günstige und zweckgemäße Wohnungen für die Arbeiter und Angestellten der neu errichteten „Hermann-Göring“-Werke (heute VÖEST) benötigt. Es entstanden die noch heute ortsbildprägenden Wohnanlagen, die sich in der Formgebung an den regional typischen Vierkanthöfen orientierten.
Nach dem Zweiten Weltkrieg fanden Volksdeutsche und „Displaced Persons“ in Baracken am Spallerhof vorübergehend eine Bleibe.
In den fünfziger Jahren setzte die zweite Bauwelle ein, von der die hohen Gebäude (vor allem in der Muldenstraße) im Stil jener Zeit noch heute berichten. 1964 wurde das wohl markanteste Gebäude des Spallerhofs, die Pfarrkirche St. Peter, eingeweiht.
Die A7, die seit den späten sechziger Jahren den Spallerhof vom Stadtteil Bindermichl abtrennte, wurde 2005 untertunnelt, was eine enorme Verringerung der Lärmbelastung für die Anrainer mit sich brachte.
Der Spallerhof ist mit Abstand einer der „ältesten“ Bezirke von Linz, was die Bevölkerungsstruktur betrifft. Außerdem ist er bis heute eng mit den Stahlwerken der VÖEST verbunden, deren Arbeiter und Angestellte sowie Pensionisten noch immer einen großen Anteil der Bewohner ausmachen.
Zu den markanten Gebäuden zählen die katholische Pfarrkirche St. Peter, die evangelische Christus-Kirche und das Seniorenheim Glimpfingerstraße.

### Wankmüllerhofviertel
Das Wankmüllerhofviertel liegt im Südwesten von Linz. Er grenzt im Norden an das Andreas-Hofer-Platzviertel, im Osten an das Makartviertel, im Süden an den Spallerhof und im Westen an den Bindermichl. Der Flächenanteil am Stadtgebiet von Linz beträgt 0,7 %.
Zu den markanten Gebäuden zählen das WIFI-Gebäude und die ÖAMTC-Zentrale Oberösterreich.

### Andreas-Hofer-Platzviertel

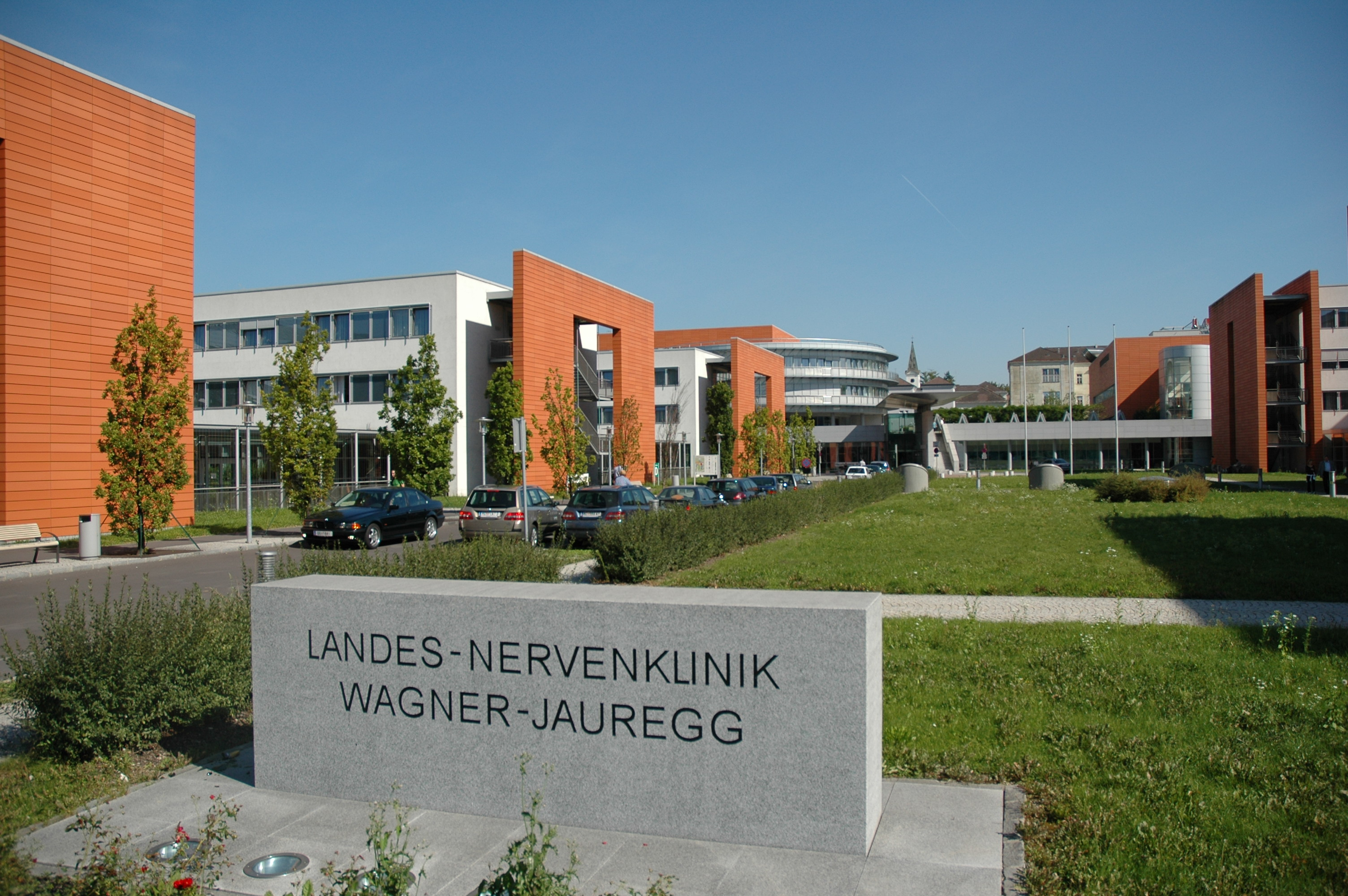
Die Landesnervenklinik Wagner-Jauregg

Das Andreas-Hofer-Platzviertel liegt im südlichen Zentrum von Linz. Es grenzt im Norden an das Volksgartenviertel, im Osten an das Makartviertel, im Süden an das Wankmüllerhofviertel und im Westen an Keferfeld und den Bindermichl. Der Flächenanteil am Stadtgebiet von Linz beträgt 1,3 %. 
Zu den markanten Gebäuden zählen die Gebäude des AMS und BFI am Bulgariplatz und der Neuromed Campus, dessen Altbau am 22. September 1867 als Landesirrenanstalt Niedernhart eröffnet worden war.

## Eingemeindungen
Freinberg, Froschberg, Bindermichl, Spallerhof, Wankmüllerhofviertel sowie das Andreas-Hofer-Platz-Viertel wurden 1873 eingemeindet. Keferfeld sowie Teile von Froschberg und Bergern (in Kleinmünchen) wurden erst 1939 eingemeindet.